# Paulita Pappel
Paulita Pappel, född 13 december 1987 i Madrid, är en spansk filmskapare, manusförfattare och intimitetskoordinator. Hon är bosatt i Berlin. Pappel är grundare av Lustery, en webbplats för amatörpornografi, och Hardwerk, ett fristående pornografiskt produktionsbolag – båda baserade i Tyskland. Hon är också kurator för Pornfilmfestival Berlin.

## Biografi

### Tidiga år
Pappel föddes i Spaniens huvudstad Madrid, som enda barnet. Hon uppfostrades i en feministisk anda och blev tidigt i livet fascinerad av pornografi som fenomen och företeelse. 2005 avslutade hon sin skolgång och flyttade därefter till Tyskland. Hon studerade därefter litteraturvetenskap vid Freie Universität Berlin och avlade 2013 sin fil.kand.-examen.

### Filmkarriär
Under sin tid på Freie Universität upptäckte Pappel den sexpositiva och queera feminismen, och hon engagerade sig i Berlins queerfeministiska rörelse. Hennes politiska övertygelser ledde henne till att ifrågasätta samhälleliga tabun och stigman kring sexualiteten, och hon började som en del av sin aktivism medverka i queerfeministiska porrfilmsproduktioner. Pappel har deltagit i relaterade produktioner som Share (2010) av Marit Östberg och Mommy Is Coming (2012) av Cheryl Dunye. Hon har också medverkat som skådespelare i ett antal XConfessions-filmer i regi av Erika Lust.
Med början 2015 har Pappel verkat som producent och regissör för ett antal pornografiska produktioner. Hon är också engagerad i Berlins queerpornografiska gemenskap och ses som en av de framträdande namnen inom "alt-porn"-kulturen. Hon propagerar för en sexpositiv och samtyckesbejakande kultur. Pappel är också medarrangör och kurator för Pornfilmfestival Berlin.
Pappel grundade 2016 Lustery.com. Denna plattform är tillägnad sexlivet hos verkliga par (i olika länder), vilka filmar sitt sexliv och delar dem med gemenskapen (jämför den liknande Makelovenotporn-plattformen, startad av Cindy Gallop). 2020 grundade Pappel även produktionsbolaget Hardwerk och dess relaterade sexpositiva plattform ägnad åt pornografiska videor.
Vid sidan av sitt arbete inom pornografisk film verkar hon också som intimitetskoordinator vid andra typer av filmproduktioner.

### Författarskap, åsikter
2023 kom Pappel ut med sin första egna bok, betitlad Pornopositiv. I boken talar hon om pornografi som en per definition positiv kraft och uttryck för lust. Hon har även på senare år slutat att kategorisera sig som producent av feministisk pornografi, och hon ser termen feministisk pornografi som en stigmatisering av pornografi som i sig något dåligt.
Hennes egna filmer fokuserar ofta på scener med gang bang, och hon beskriver detta scenario som en där en kvinna kan få allas uppmärksamhet. Hon ser även denna fascination som en önskedröm relaterad till sin egen upplevelse av att vara det enda barnet.

## Verk

### Filmer som skådespelare (urval)
| År   | Titel                                     | Regissör                       |
| ---- | ----------------------------------------- | ------------------------------ |
| 2010 | Share                                     | Marit Östberg                  |
| 2012 | Hasenhimmel                               | Oliver Rihs                    |
| 2012 | Mommy Is Coming                           | Cheryl Dunye                   |
| 2013 | Space Labia                               | Lo-Fi Cherry                   |
| 2014 | XConfessions Vol. 3                       | Erika Lust                     |
| 2014 | Magic Rosebud                             | Roberta Pinson/Lavian Rose     |
| 2014 | Performance                               | Hanna Bergfors/Kornelia Kugler |
| 2015 | When we are together we can be everywhere | Marit Östberg                  |
| 2016 | XConfessions Vol. 6                       | Erika Lust                     |
| 2018 | XConfessions Vol. 12                      | Poppy Sanchez                  |
| 2019 | Instinct                                  | Marit Östberg                  |
| 2019 | Eva Sola                                  | Lara Rodriguez Cruz            |
| 2019 | The Intern – A Summer of Lust             | Erika Lust                     |

### Regissör / producent
| År   | Titel                                                     |
| ---- | --------------------------------------------------------- |
| 2016 | Female Ejaculation                                        |
| 2016 | Birthday Surprise                                         |
| 2016 | The Tinder Sex Experiment                                 |
| 2016 | Lustery                                                   |
| 2017 | Refugees Welcome                                          |
| 2017 | Meanwhile in a parallel universe                          |
| 2017 | The Toilet Line                                           |
| 2018 | It Is Not the Pornographer Who Is Perverse…               |
| 2019 | Bride Gang                                                |
| 2019 | Gang Car Gang                                             |
| 2019 | Ask me Bang                                               |
| 2020 | Labyrinth Gang                                            |
| 2020 | Kill Gang                                                 |
| 2020 | Hey Siro                                                  |
| 2020 | Hirsute                                                   |
| 2020 | Masquerade of Madness                                     |
| 2021 | Even Closer / Hautnah                                     |
| 2021 | Ask me Bang Delfine                                       |
| 2021 | Hologang                                                  |
| 2022 | FFMM straight/queer doggy BJ ORAL orgasm squirting ROYALE |